# El que el dia deu a la nit
El que el dia deu a la nit (en francès: Ce que le jour doit à la nuit) és una pel·lícula francesa realitzada per Alexandre Arcady basada en la novel·la epònima de Yasmina Khadra. Es va rodar a Tunísia, Algèria i França. A França i a Bèlgica es va estrenar el 12 de setembre de 2012. Ha estat doblada al català.

## Argument
La història recorre l'Algèria dels anys 1930 als anys 1960, contant el destí de Younes, jove Algerià educat com un peu negre pel seu oncle. Travessa les tragèdies viscudes pel seu país, com la batalla de Mers el-Kebir i la guerra d'Algèria, sobre un fons d'història d'amor impossible.

## Repartiment
- Fu'ad Aït Aattou: Younès/Jonas (adult)
- Nora Arnezeder: Émilie Cazenave (adulta)
- Anne Parillaud: Madame Cazenave
- Vincent Pérez: Juan Rucillio
- Mohamed Fellag: Mohamed
- Anne Consigny: Madeleine
- Nicolas Giraud: Fabrice
- Matthias Van Khache: Simon Benyamin/Michel adult
- Olivier Barthelemy: Jean-Christophe
- Matthieu Boujenah: Dédé
- Marine Vacth: Isabelle Rucillio (adulta)
- Tayeb Belmihou: Issa
- Iyad Bouchi: Younès (nen)
- Jean-Francois Poron: Younès (als 70 anys)
- Salim Kechiouche: Djelloul